# Музей естественной истории (Улан-Батор)
Музей естественной истории в Улан-Баторе (монг. Монголын байгалийн түүхийн музей; также Музей естествознания или Музей природы) — один из государственных музеев Монголии. Расположен в столице республики Монголия, Улан-Баторе.

## Коллекция музея
Коллекции музея начали создаваться с 1924 года. В современном здании, имеющем 40 залов и построенном в стиле сталинского ампира, музей находится с 1954 года. Вход в музей украшают два каменных львы 1860 года выпуска, которые некогда охраняли вход во дворец Богдо-гэгэна. Несмотря на некоторую ветхость своих экспонатов, ежегодно его посещают не менее 50 тыс. человек. В стенах музея содержится более 12 тысяч экспонатов, в том числе останки динозавров и их окаменелые яйца, а чучела таких редких млекопитающих как снежный леопард или пустынный медведь-мазалай, скелеты вымерших мамонтов. Наиболее известным экспонатом музея является полноразмерный 3-метровый скелет тираннозавра (фотографировать которого посетителям запрещено), а также диплодока. Оба животных, живших порядка 65 млн лет назад, были найдены в пустыне Гоби (Нэмэгэтинская впадина) в 40-х годах XX века советскими учеными. Экскурсии доступны в том числе и на русском языке.